# Michael Higdon
Michael Higdon (Liverpool, 2 settembre 1983) è un ex calciatore inglese di ruolo attaccante..

## Palmarès

### Individuale
- Capocannoniere della Scottish Premier League: 1

2012-2013 (26 reti)